# Laše
Laše este o localitate din comuna Šmarje pri Jelšah, Slovenia, cu o populație de 107 locuitori.